# Toyota Soarer
Soarer je naziv Toyotinog sportskog automobila, a prodaje se isključivo u Japanu.
Prva generacija predstavljena je 1981., a radilo se o coupéu "kutijastog" oblika. Druga je bila više "okruglog" oblika, a stigla je 1986.
Treća je predstavljena 1991., a u prodaju je ušla i izvan Japana pod značkom tada novoosnovane marke Lexus. Njezin dizajn više je udovoljavao međunarodnim ukusima, a bio je i znatno sportskiji i luksuzniji od prethodnih dvaju generacija. 2001. u prodaju je ušla nova generacija pod nazivom Soarer 430 SCV, a radi se o luksuznom coupé-cabrioletu koji se izvan Japana prodaje kao Lexus SC 430.